# Sara Adler
Sara Adler, nata Levitskaya (Odessa, 26 maggio 1858 – New York, 28 aprile 1953), è stata un'attrice russa naturalizzata statunitense, specializzata nel teatro yiddish, che visse la sua carriera principalmente negli Stati Uniti.
Era la terza moglie di Jacob Adler e la madre degli attori di spicco Luther e Stella Adler, e degli attori meno noti Jay, Julia, Frances e Florence. Il più famoso dei suoi circa 300 ruoli principali è stato la prostituta redenta Katusha Maslova nell'opera teatrale di Jacob Gordin basata su Resurrezione di Tolstoj.

## Biografia
Nacque a Odessa, nell'Impero russo (attualmente Ucraina) e crebbe parlando il russo, e imparò lo yiddish solo attraverso la sua partecipazione al teatro yiddish.
In Russia sposò Maurice Heine, leader di una compagnia teatrale yiddish. Dopo il divieto del 1883 del teatro yiddish nella Russia imperiale, Maurice e Sara Heine partirono nel 1884 per New York. Ebbero due figli, Joseph e Max Heine. Jacob Adler annotò che quando Sara si esibì per la prima volta nel suo teatro di Londra, intorno al 1886, "non parlava yiddish... ma uscì davanti al sipario e cantò canzoni russe".
Nel 1890 Maurice e Sara divorziarono e nel 1891 sposò Jacob Adler, anche lui recentemente divorziato da un breve secondo matrimonio con Dinah Shtettin. Lei e Adler sarebbero stati tra gli attori più importanti del teatro yiddish di New York per i successivi tre decenni. Sia lei che Jacob recitarono nella commedia del 1908 The Worthless scritta da Jacob Gordin e nel 1911 apparve nella commedia di Gordin Elisha Ben Abuyah (originariamente messa in scena nel 1906). Nel 1914 recitato nel film muto Sins of the Parents, diretto da Ivan Abramson e uno dei due soli film in cui apparve. Dopo l'ictus del marito nel 1920 e la di lui morte nel 1926, si esibì solo di rado.
Sebbene probabilmente sia più ricordata per i suoi ruoli da protagonista a fianco del marito, Sara Adler ebbe anche una carriera solista iniziata con il Novelty Theater di Brooklyn dove presentò (in yiddish) opere di Ibsen e Shaw ben prima che fossero familiari a un pubblico di lingua inglese. Presentò anche opere del femminista francese Eugène Brieux. Dopo che Rudolph Schildkraut ebbe litigato con Max Reinhardt a Vienna, Sara Adler lo portò a Brooklyn per interpretare il marito nell'adattamento teatrale di Jacob Gordin di Sonata a Kreutzer di Lev Tolstoj. Quella produzione comprendeva anche Jacob Ben-Ami, associato alla Vilna Troupe, così come i figli di Adler, Stella e Luther.